# 著作権台帳
『著作権台帳』（ちょさくけんだいちょう）、別名『文化人名録』は、日本著作権協議会が1951年に刊行をはじめた人名録。本冊と別冊との2冊組。本冊には生存中または死亡した個人の著作者の没年月日、本名・別名、権利継承者、自宅住所、電話番号、学歴、所属、主著などが分野別に記載されている。別冊は本冊についての五十音順・総画数順の索引と日本著作権協議会会員および関係団体・学会等の名簿からなる。名簿には各会員出版社の沿革や役員なども記載されている。収録人数は第24版で4万6243人。書籍版2001年（第26版）、CD-ROM版2002年で刊行停止。
別冊に『著作権関係法規集』がある。

## 用途
著作者の名前が分かっている場合に権利関係や連絡先の調査をするために使われる。著作権台帳は権利の所在が不明な著作物への文化庁長官の裁定の前提としての調査に用いるべき名簿類の例として平成21年文化庁告示第26号に例示されている。あらゆる著作権者を網羅するものではない。

## 書誌情報
- 『著作権台帳』（昭和26年版（第1版））日本著作権協議会、1951年3月。 NCID BN12120967。全国書誌番号:51002056。
- 『著作権台帳』（昭和27年版（第2版））日本著作権協議会、1952年11月。 NCID BN14473050。全国書誌番号:51002056。
- 『著作権台帳』（昭和28年版（第3版））日本著作権協議会、1953年12月。 NCID BA37678028。全国書誌番号:51002056。
- 『著作権台帳』（昭和30年版（第4版））日本著作権協議会、1955年1月。 NCID BN14473968。全国書誌番号:51002056。
- 『著作権台帳』（昭和31年版（第5版））日本著作権協議会、1956年1月。 NCID BN13814892。全国書誌番号:51002056。
- 『著作権台帳』（昭和32年版（第6版））日本著作権協議会、1957年4月。 NCID BA42724984。全国書誌番号:51002056。
- 『著作権台帳』（昭和33年版（第7版））日本著作権協議会、1958年7月。 NCID BN14474654。全国書誌番号:51002056。
- 『著作権台帳』（昭和34年版（第8版））日本著作権協議会、1959年7月。 NCID BA45715786。全国書誌番号:51002056。
- 『著作権台帳』（昭和36年版（第9版））日本著作権協議会、1960年9月。 NCID BN13455869。全国書誌番号:51002056。
- 『著作権台帳』（昭和38年版（第10版））日本著作権協議会、1963年11月。 NCID BN12300754。全国書誌番号:51002056。
- 『著作権台帳』（昭和39年版（第11版））日本著作権協議会、1963年。 NCID BN12300969。
- 『著作権台帳』（昭和40年版（第12版））日本著作権協議会、1965年4月。 NCID BN12300980。全国書誌番号:51002056。
- 『著作権台帳』（昭和42年版（第13版））日本著作権協議会、1967年3月。 NCID BN12239631。全国書誌番号:51002056。
- 『著作権台帳』（昭和43年版（第14版））日本著作権協議会、1968年2月。 NCID BN12301010。全国書誌番号:51002056。
- 『著作権台帳』（昭和46年版（第15版））日本著作権協議会、1971年。 NCID BN01692506。全国書誌番号:51002056。
- 『著作権台帳』（昭和49年版（第16版））日本著作権協議会、1974年。 NCID BN02752603。全国書誌番号:51002056。
- 『著作権台帳』（昭和53年版（第17版））日本著作権協議会、1978年。 NCID BN01649176。全国書誌番号:78014671。
- 『著作権台帳』（昭和56年版（第18版））日本著作権協議会、1981年3月。 NCID BN01649245。全国書誌番号:82007455。
- 『著作権台帳』（昭和49年版（第19版））日本著作権協議会、1985年2月。 NCID BN00410802。全国書誌番号:85029694。
- 『著作権台帳』（昭和63年版（第20版））日本著作権協議会、1988年2月。 NCID BN01993455。全国書誌番号:88031795。
- 『著作権台帳』（平成3年版（第21版））日本著作権協議会、1991年2月。 NCID BN05918338。全国書誌番号:91037807。
- 『著作権台帳』（平成5年版（第22版））日本著作権協議会、1993年10月。 NCID BN09803699。全国書誌番号:94013093。
- 『著作権台帳』（平成7年版（第23版））日本著作権協議会、1995年10月。 NCID BN13349894。全国書誌番号:96047661。
- 『著作権台帳』（平成9年版（第24版））日本著作権協議会、1997年10月。 NCID BA3268557X。全国書誌番号:98046721。
- 『著作権台帳』（平成11年版（第25版））日本著作権協議会、1999年10月。 NCID BA43522089。全国書誌番号:20012165。
- 『著作権台帳』（平成13年版（第26版））日本著作権協議会、2001年10月。 NCID BA53732576。全国書誌番号:20265046。
- 『著作権台帳CD-ROM』（2002年版）日本著作権協議会、2002年7月。 NCID BA35885214。全国書誌番号:20316406。